# Cyrtosia geniculata
Cyrtosia geniculata är en tvåvingeart som beskrevs av Seguy 1930. Cyrtosia geniculata ingår i släktet Cyrtosia och familjen svävflugor.
Artens utbredningsområde är Tunisien. Inga underarter finns listade i Catalogue of Life.